# Dean Zimmerman
Dean W. Zimmerman é um professor americano de filosofia na Universidade Rutgers especializado em metafísica e filosofia da religião.

## Educação e carreira
Zimmerman recebeu seu diploma de bacharel pela Mankato State University em 1987 em francês, filosofia e inglês. Ele passou a receber um grau de Master of Arts da Universidade Brown em 1990 e, em seguida, um grau de PhD da mesma instituição em 1992, onde trabalhou com Jaegwon Kim e Roderick Chisholm. Ele ensinou na Universidade de Notre Dame e na Universidade de Syracuse antes de ingressar na Universidade Rutgers, onde também é agora Diretor do Centro Rutgers de Filosofia da Religião. Zimmerman foi contratado pela Rutgers ao mesmo tempo que John Hawthorne e Ted Sider. Zimmerman é cristão e membro da Sociedade de Filósofos Cristãos. Ele também atua no Conselho de Assessores da Fundação Marc Sanders, que premia trabalhos de destaque em filosofia.

## Trabalho filosófico
Zimmerman é uma figura influente na metafísica contemporânea, e trabalhou em questões na filosofia do tempo, na personalidade e constituição material, a metafísica da mente. Na filosofia da religião, Zimmerman trabalhou na presciência divina e no livre arbítrio humano, em Deus e no tempo.
Ele também é tecladista da banda Jigs and the Pigs.

## Publicações selecionadas
- Metaphysics: The Big Questions co-editado com Peter van Inwagen (Blackwell, 1ª ed. 1998, 2ª ed. 2008)
- The Oxford Handbook of Metaphysics co-editado com Michael Loux (OUP, 2003)
- Persons: Human and Divine co-editado com Peter van Inwagen (OUP, 2007)
- Contemporary Debates in Metaphysics co-editado com Ted Sider e John Hawthorne (Blackwell, 2008)
- Oxford Studies in Metaphysics co-editado com Karen Bennett (OUP, 2008-2014)
- God in an Open Universe co-editado com William Hasker e Thomas Jay Oord (Pickwick, 2011)